# Gundelfingen (Breisgau)
Gundelfingen (Breisgau) (niem: Bahnhof Gundelfingen (Breisgau)) – przystanek kolejowy w Gundelfingen, w kraju związkowym Badenia-Wirtembergia, w Niemczech, 6 km na północ od Fryburga. Według DB Station&Service ma kategorię 5. Znajduje się na linii Mannheim – Basel. 

## Linie kolejowe
- Linia Mannheim – Basel

## Połączenia
| Rodzaj pociągu | Trasa | Takt                                    |
| -------------- | --- | --------------------------------------- |
| RE             | Offenburg – Lahr (Schwarzw) – Emmendingen – Denzlingen – Gundelfingen (Breisgau) – Freiburg (Breisgau) – Schallstadt – Bad Krozingen – Müllheim (Baden) – Basel Bad Bf (– Basel SBB)                                              | pojedyncze pociągi                      |
| RB             | (Karlsruhe –) Offenburg – Lahr (Schwarzw) – Emmendingen – Denzlingen – Gundelfingen (Breisgau) – Freiburg (Breisgau) – Ebringen – Schallstadt – Bad Krozingen – Heitersheim – Müllheim (Baden) – Neuenburg (Baden) / Basel Bad Bf | pojedyncze pociągi                      |
| BSB            | Elzach – Waldkirch – Denzlingen – Gundelfingen (Breisgau) – Freiburg (Breisgau) | 30 min (do Waldkirch) 60 min(do Elzach) |